# ハリド・ブーラミ
ハリド・ブーラミ（Khalid Boulami、1969年8月7日 - ）はモロッコの陸上競技選手。専門は長距離走。1996年アトランタオリンピック男子5000m銅メダリスト。
1995年、世界陸上競技選手権イェーテボリ大会にモロッコ代表として出場し、5000mでイスマイル・キルイに次ぐ2位となった。1996年、アトランタオリンピック5000mではベヌステ・ニョンガボ、ポール・ビトクに次ぐ3位となった。1997年、 世界陸上競技選手権アテネ大会の5000mではダニエル・コーメンに次ぐ2位となった。この年福岡市で開催されたIAAFグランプリファイナル5000mにおいて優勝した。
男子3000メートル障害の元世界記録保持者ブラヒム・ブーラミは弟にあたる。

## 主な戦績
- 1994年 フランス語圏競技大会 10000m 3位
- 1994年 IAAFグランプリファイナル 5000m 2位
- 1995年 世界陸上競技選手権イェーテボリ大会 5000m 2位
- 1995年 IAAFグランプリファイナル 3000m 3位
- 1996年 アトランタオリンピック 5000m 3位
- 1997年 第25回世界クロスカントリー選手権 ロング 10位
- 1997年 世界陸上競技選手権アテネ大会 5000m 2位
- 1997年 IAAFグランプリファイナル 5000m 優勝
- 1998年 第26回世界クロスカントリー選手権 ロング 18位

## 記録
- 3000m - 7分30秒99（1997年）
- 5000m - 12分53秒41（1997年）